# Elsa Goveia
Elsa Vesta Goveia (geb. 12. April 1925 in Britisch-Guayana; gest. 18. März 1980) war in ihrer Zeit die bedeutendste Historikerin zur Geschichte der Karibik. Sie stammte aus Britisch-Guayana und war auch die erste Frau, die an der neugegründeten University College of the West Indies (UCWI) Professorin wurde, und die erste Professorin für West Indian Studies im Department für Geschichte der UCWI. Ihr Hauptwerk, Slave Society in the British Leeward Islands at the End of the Eighteenth Century (1965), war eine Pionierarbeit zur Institution der Sklaverei und die erste Arbeit, welche das Konzept einer „slave society“ (Sklavengesellschaft) vertrat, in welchem nicht nur die Sklaven begriffen wurden, sondern die gesamte Gesellschaft. Sie war eine der Pionierinnen der historischen Forschung zu Sklaverei und der Karibik und gilt als die „erste Sozialhistorikerin“ („premier social historian“) der 1960er bis zu ihrem Tod.

## Leben

### Jugend und Ausbildung
Elsa Vesta Goveia wurde am 12. April 1925 in Britisch-Guayana geboren. Ihre Eltern gehörten der Mittelklasse an und waren ethnisch gemischt portugiesisch und afro-guyanisch. Als eine von zwei Töchtern erhielt sie Schulbildung zu einer Zeit, als sogar für Jungen in Britisch-Guyana Unterricht eine Seltenheit war. Nachdem sie ein Stipendium gewonnen hatte, besuchte sie die St. Joseph High School am Convent of Mercy in Georgetown und erwarb dort ein Zertifikat. 1944 gewann sie das nationale British Guiana Scholarship und setzte ihre Ausbildung am University College London fort, wo sie Geschichte studierte. Sie gewann den Pollard Prize for English History 1947 und wurde die erste West Indian, die dieses Stipendium errang. Sie graduierte mit First Class Honors für ihren Abschluss 1948. Goveia studierte weiter und besuchte das Institute of Historical Research in London unter der Mentorierung von Eveline Martin bis 1950, als sie in die Karibik zurückkehrte und einen Posten am neugegründeten University College of the West Indies als Assistant Lecturer annahm. Sie setzte ihre Forschungen 1950 und 1951 fort und erarbeitete ihre Doktorarbeit Slave Society in the British Leeward Islands 1780-1800 (Sklavengesellschaft in den britischen Inseln unter dem Winde), welche sie 1952 einreichte und damit ihren Doktortitel erhielt.

### Karriere
Mit dem Erhalt ihrer Urkunde wurde Goveia Lecturer und lehrte am History Department des UCWI. Ihre Kurse bezogen sich auf Themen, welche sie in ihrer Doktorarbeit beleuchtet hatte. Vor Goveias Arbeit hatte sich die Geschichte der Karibik auf die Ökonomie der Sklaverei und ihre politischen Implikationen in chronologischer Abfolge konzentriert, ohne Rücksicht auf den größeren Kontext. Goveia analysierte stattdessen den soziologischen Einfluss der Sklaven, der freien Schwarzen (free blacks), und andere Elemente der Gesellschaft und, wie sie sowohl als getrennte Gemeinschaften als auch als Teil des Ganzen funktionierten. Sie erkannte, dass die gesamte Kultur auf einer „Sklavengesellschaft“ („slave soviety“) beruhte, in der Beziehungen nicht nur durch Farbe definiert wurden, sondern auch durch die Aufrechterhaltung einer Struktur, die Überlegenheit und Unterlegenheit betonte; Darin erzeugte die gegenseitige Abhängigkeit der Gruppen die Kohärenz der Gesellschaft. Sie plädierte dafür, nicht über vergangene Sklaverei zu schweigen und sich zu schämen, sondern argumentierte, dass nur durch die Anerkennung und Auseinandersetzung mit der Vergangenheit „Menschen das verändern könnten, was Menschen gemacht haben“ („human beings change what human beings made“). Zu einer Zeit, als Historiker sich hauptsächlich auf die Errungenschaften und Entwicklungen konzentrierten, welche die Kolonisatoren in die Kolonien brachten, näherte sich Goveia als Insider der Geschichte aus der Perspektive der Kolonisierten. Es war eine Innovation in der Wissenschaft, die Wissenschaftler dazu zwang, die Sozialgeschichte und einen interdisziplinäreren Analyseansatz zu berücksichtigen und die Geschichtsschreibung der Region zu hinterfragen.
Ab 1952 führte Goveia auf Wunsch des Pan-American Institute of Geography and History eine Studie durch, die zu einem ihrer wichtigsten Werke werden sollte: die Study on the Historiography of the British West Indies. (Studie zur Historiographie der britischen Westindischen Inseln). Sie recherchierte und schrieb über einen Zeitraum von zwei Jahren für das Pan-American Institute. 1956 wurde die Studie veröffentlicht. In den Jahren seit der Veröffentlichung wurde die Studie als eine von zwei wegweisenden Werken zur Geschichtsschreibung bezeichnet, die in den 1960er Jahren veröffentlicht wurden; oder auch als „eines der einflussreichsten Werke“; und als „Katalysator (catalyst), der andere Historiker veranlasste, 'die innere Dynamik westindischer Gesellschaften, Volkswirtschaften und Politiken zu untersuchen...'“ („probe the inner dynamics of West Indian societies, economies, and polities…“). Sie veröffentlichte noch andere Essays und Analysen, zum Beispiel „The West Indian Slave Laws of the Eighteenth Century“. Die Texte wurden in der Serie Chapters in West Indian History der UCWI veröffentlicht.
1958 wurde Goveia zum Senior Lecturer ernannt und 1961 zur Professorin für Westindische Geschichte ernannt. Die Ernennung war historisch, da sie gleichzeitig die erste (und einzige) weibliche Professorin an der UCWI, sowie die erste in der Karibik geborene Professorin für westindische Geschichte wurde. 1965 wurde ihre Dissertation unter dem Titel Slave Society in the British Leeward Islands at the End of the Eighteenth Century veröffentlicht. Wie ihre Studie zur Geschichtsschreibung wurde das Buch weithin einflussreich und war eines der ersten Werke, das den Begriff der „Sklavengesellschaft“ und dessen Innenansicht (inner-workings) definierte. Anstelle einer „Kolonialgesellschaft“ („colonial society“), welche die Sklaven und freien Schwarze effektiv ausklammerte, konzentrierte sich Goveia auf die gesamte Gesellschaft und untersuchte nicht nur, wie sich die Sklaverei auf den Staat auswirkte, sondern vielmehr, wie die beteiligten Menschen von der Institution selbst beeinflusst wurden. Demonstrativ wies sie darauf hin, dass Rivalitäten zwischen den verschiedenen Inseln in der Karibik ein Ergebnis des breiteren Systems seien, das sie gleichzeitig einte und spaltete. Da das „System“ verlangte, dass sie die Hierarchie unterstützten, kommunizierten einzelne Inseln eher mit ihren Kolonisatoren als untereinander und konkurrierten eher um den Status als um die allgemeine Verbesserung der Lebenssituation der Bürgerschaft.
Ab 1961 hatte Goveia gesundheitliche Probleme, die ihre Veröffentlichungsleistung in gewissem Maße einschränkten, aber sie unterrichtete bis zu ihrem frühen Tod im Alter von fünfundfünfzig Jahren weiter.

## Tod und Vermächtnis
Goveia starb am 18. März 1980 in ihrem Haus in Hope Mews, Kingston, Saint Andrew Parish, Jamaika.
1985 wurde eine Vorlesungsreihe mit dem Titel Elsa Goveia Memorial Lectures ins Leben gerufen und bis heute werden dort die wichtigsten Studien zur Geschichte der Karibik präsentiert. 1989 wurde der Lesesaal der Bibliothek auf dem Mona Campus der University of the West Indies zu Goveias Ehren umbenannt.
Seit 1995 vergibt die Association of Caribbean Historians den Elsa Goveia Prize An Gelehrte, die herausragende Forschungen zur Geschichte der Karibik veröffentlicht haben.